# 98-as busz (Szekszárd)
A szekszárdi 98-as jelzésű autóbusz a 9-es járat csúcsidőn kívül (hajnalban, késő délután, este) közlekedő változata volt, mely kizárólag munkanapokon, a Műszergyár érintésével, körjáratban közlekedett. Tanszünetben a délutáni 9-9Y járatpár (iskolajáratok) helyett délutáni időszakban is közlekedett. A járat az északi városrész és Jobbparászta kapcsolatát látta el a város déli részén lévő bevásárlóközpontokkal. 2022 augusztus 26-án közlekedett utoljára.

## Útvonala
| Tesco áruház → Műszergyár → Jobbparászta → Tesco áruház |
| --- |
| Tesco áruház → Csatár autóbusz-forduló → Május 1. utca → Béri Balogh Ádám utca → Széchenyi utca → Rákóczi utca → Palánki út → Műszergyár → Palánki út → Rákóczi utca → Jobbparászta → Rákóczi utca → Széchenyi utca → Béri Balogh Ádám utca → Május 1. utca → Alisca utca → Tesco áruház |

## Megállóhelyei
| sz. | Megállóhely neve         | Menetidő (perc) | Átszállási kapcsolatok             |
| --- | ------------------------ | --------------- | ---------------------------------- |
| 0   | Tesco áruház             | 0               |                                    |
| 1   | Csatár, autóbusz-forduló | 2               | 7, 7A, 7B, 9                       |
| 2   | Alisca utca              | 4               | 7, 7A, 7B, 9                       |
| 3   | Május 1. utca            | 5               | 9                                  |
| 4   | Alsóvárosi temető        | 6               | 5, 6, 8A, 88, 9                    |
| 5   | Bakta köz                | 7               | 5, 6, 8A, 88, 9                    |
| 6   | Kórház                   | 8               | 5, 6, 8A, 88, 9                    |
| 7   | Nyomda                   | 10              | 2, 5, 6, 8A, 88, 9                 |
| 8   | Tanítóképző              | 12              | 8A, 9                              |
| 9   | Szluha György utca       | 13              | 8A, 9                              |
| 10  | Újvárosi templom         | 14              | 8A, 9                              |
| 11  | Újvárosi temető          | 15              | 2, 8A, 88, 9                       |
| 12  | Csecsemőotthon           | 16              | 2, 8A, 88, 9                       |
| 13  | Műszergyár               | 19              | 2, 8A, 88, 9                       |
| 14  | Csecsemőotthon           | 20              | 2, 8A, 88, 9                       |
| 15  | Újvárosi temető          | 22              | 2, 8A, 88, 9                       |
| 16  | Parászta, kisbolt        | 23              | 88, 9                              |
| 17  | Tolnai Lajos utca        | 24              | 88, 9                              |
| 18  | Jobbparászta             | 26              | 88, 9                              |
| 19  | Tolnai Lajos utca        | 28              | 88, 9                              |
| 20  | Parászta, kisbolt        | 29              | 88, 9                              |
| 21  | Újvárosi templom         | 31              | 8A, 9                              |
| 22  | Szluha György utca       | 32              | 8A, 9                              |
| 23  | Posta                    | 34              | 1, 2, 4, 4A, 4Y, 7, 7A, 7B, 8A, 88 |
| 24  | Nyomda                   | 35              | 2, 5, 5Y, 6, 8A, 88                |
| 25  | Kórház                   | 37              | 5, 5Y, 6, 8A, 88                   |
| 26  | Bakta köz                | 38              | 5, 5Y, 6, 8A, 88                   |
| 27  | Május 1. utca            | 40              | 9                                  |
| 28  | Alisca utca              | 41              | 7, 7A, 9                           |
| 29  | Alisca utca 44-46.       | 43              | 7, 7A, 9                           |
| 30  | Tesco áruház             | 45              | 4, 4A, 4Y, 7, 7A, 7B, 88, 89, 9    |